# Ptochoryctis
Ptochoryctis is een geslacht van vlinders van de familie dominomotten (Autostichidae), uit de onderfamilie Autostichinae.

## Soorten
- P. acrosticta Meyrick, 1906
- P. alma (Meyrick, 1908)
- P. anguillaris Meyrick, 1914
- P. chalazopa Meyrick, 1920
- P. eremopa Meyrick, 1894
- P. galbanea (Meyrick, 1914)
- P. inviolata Meyrick, 1925
- P. ochrograpta Meyrick, 1923
- P. perigramma Meyrick, 1926
- P. scionota Meyrick, 1907
- P. simbleuta Meyrick, 1907